# Ster van Luyten
De Ster van Luyten is een rode dwerg op een afstand van ongeveer 12,4 lichtjaar. De massa bedraagt ongeveer een kwart van de massa van de Zon en heeft een diameter van ongeveer een tiende van die van de zon. De ster bevindt zich in het sterrenbeeld Eenhoorn (Monoceros).
De ster is genoemd naar de Nederlands-Amerikaanse astronoom Willem Jacob Luyten die hem in 1935 samen met Edwin G. Ebbighausen ontdekte wegens zijn grote eigenbeweging.
In 2017 zijn twee exoplaneten bij de ster gevonden; GJ273b en c.